# Jean-Baptiste Van Rysselberghe
Jean-Baptiste Van Rysselberghe (Lochristi, 12 maart 1820 - Gent, 19 februari 1893) was bestuurder van ontginningswerken op het 1300 ha grote domein van Edouard Jaequemyns. Hij was ontwerper van landbouwwerktuigen. 

## Levensloop
Jean-Baptiste Van Rysselberghe studeerde aan de Gentse Nijverheidsschool. Op 9 oktober 1842 ontving hij de 2e prijs in de categorie Rekenkunde bij professor M.C. Van Nerum. Hij volgde de richting 'timmerman'. Mogelijk volgde hij ook de richting werktuigkunde want bij het aangeven van de geboorte van een tweeling presenteerde hij zich als werktuigkundige van beroep. Hij trouwde in 1846 met Mélanie Rommens (1821 - 1897). Rond 1847 bekleedde hij posities als 'Toeziener der Werken' en 'Bestuurder van Landbouw- en Ontginningswerken' op het uitgestrekte domein van 1300 hectare in Minderhout en Meerle. Deze grond was van zijn eerdere professor Edouard Jaequemyns, die tot 1843 les gaf in scheikunde en mechanica aan de Nijverheidsschool. Van Rysselberghe was ontwerper van landbouwwerktuigen. Zijn ontwerp van een handzaaimachine werd in 1855 te koop aangeboden in het tijdschrift 'De Akkerbouw'.

## Het gezin Van Rysselberghe
Jean-Baptiste Van Rysselberghe woonde in Gent en heeft met zijn gezin acht jaar in Meerle en Minderhout gewoond. Het domein van Jaequemyns lag verdeeld over drie dorpen. Twee van zijn kinderen, Charles en Julien, werden geboren in Meerle en eentje, Octave, in Minderhout. In 1858 woonde hij in Turnhout waar hij een tweeling kreeg die al vlug stierf. Daarna verhuisde hij terug naar Gent. 
- François van Rysselberghe
- Sylvie van Rysselberghe
- Charles van Rysselberghe
- Julien van Rysselberghe
- Octave van Rysselberghe
- Théo van Rysselberghe